# Macklemore
Ben Haggerty (Seattle, Washington, 19 de juny de 1983), conegut pel seu nom artístic com Macklemore i anteriorment com a Professor Macklemore, és un raper i músic estatunidenc.
Va començar la seva carrera l'any 2000 com a artista independent i va publicar tres obres: "Open Your Eyes" (2000), "The Language of My World" (2005) i "The Unplanned Mixtape" (2009). Va assolir l'èxit internacional quan va col·laborar amb el productor Ryan Lewis com el duo Macklemore i Ryan Lewis (2009-2016).
El senzill "Thrift Shop" de Macklemore i Lewis (amb Wanz) va assolir el número u al Billboard Hot 100 dels Estats Units el 2013. El senzill va ser batejat per Billboard com la primera cançó des de 1994 a encapçalar la llista Hot 100 sense el suport d'un segell discogràfic important; tanmateix Macklemore, en un contracte de gravació una mica inusual, paga un percentatge nominal de vendes per utilitzar el departament de promoció de ràdio de Warner Bros. Records per impulsar els seus senzills. El seu segon senzill, "Can't Hold Us", també va assolir el número u a la llista Hot 100, convertint Macklemore i Lewis en el primer duo de la història de la llista a tenir els seus dos primers senzills tots dos a la posició màxima. El seu àlbum d'estudi debut The Heist va ser llançat el 9 d'octubre de 2012 i va ocupar el número 2 del Billboard 200 dels Estats Units. El duet va guanyar quatre premis Grammy a la cerimònia de 2014, incloent Millor artista nou, Millor àlbum de rap (The Heist), Millor rap. Cançó i millor interpretació de rap ("Thrift Shop"). El segon àlbum de Macklemore i Lewis, This Unruly Mess I've Made, es va publicar el 26 de febrer de 2016.
El juny de 2017, Macklemore va llançar "Glorious", un senzill amb Skylar Grey, que va marcar el seu retorn a la indústria musical, així com el seu primer senzill important produït sense Lewis des del seu gran avenç. Macklemore va llançar un segon àlbum d'estudi en solitari, "Gemini", al setembre d'aquell any. El 24 de febrer de 2023, va llançar un àlbum de seguiment titulat "Ben".

## Joventut i influències
Ben Haggerty va néixer a Seattle, Washington, el 19 de juny de 1983, un dels dos fills de Bill Haggerty i Julie Schott. Va ser criat amb el seu germà Tim al barri de Capitol Hill de Seattle. Té herència irlandesa i es va criar catòlic. Haggerty tenia sis anys quan el hip hop va entrar a la seva vida per primera vegada a través de Digital Underground. Als 15 anys, va començar a escriure lletres.
En el moment en què va començar a cantar, Haggerty va escoltar "molt de hip hop underground de la costa est", enumerant Jeroglífics, Freestyle Fellowship, Aceyalone, Living Legends, Wu-Tang Clan, Mobb Deep, Nas i Talib Kweli com les seves principals influències. Va estar interessat a arribar a una generació més jove a través de la seva música i va passar a formar part d'un programa centrat en l'educació i la identitat cultural anomenat "Gateways for Encarcerated Youth", on va facilitar tallers de música. Haggerty va assistir a Garfield High School i Nathan Hale High School. A Hale, va desenvolupar el nom artístic "Professor Macklemore" per a un projecte artístic que implicava un superheroi inventat, i a Garfield, va fundar un grup de hip-hop anomenat "Elevated Elements" amb altres estudiants. El grup va llançar un àlbum, "Progress", l'any 2000.
Haggerty es va matricular al College of Santa Fe durant un any, després va dir en una entrevista que va ser un moment molt crucial en molts aspectes. Santa Fe va ser el lloc on em vaig adonar del rap". Després de no entrar al programa de música, es va traslladar a Seattle. Haggerty es va matricular més tard a "The Evergreen State College" a Olympia i va completar la seva llicenciatura el 2009.

## Carrera
2000–2008La llengua del meu món

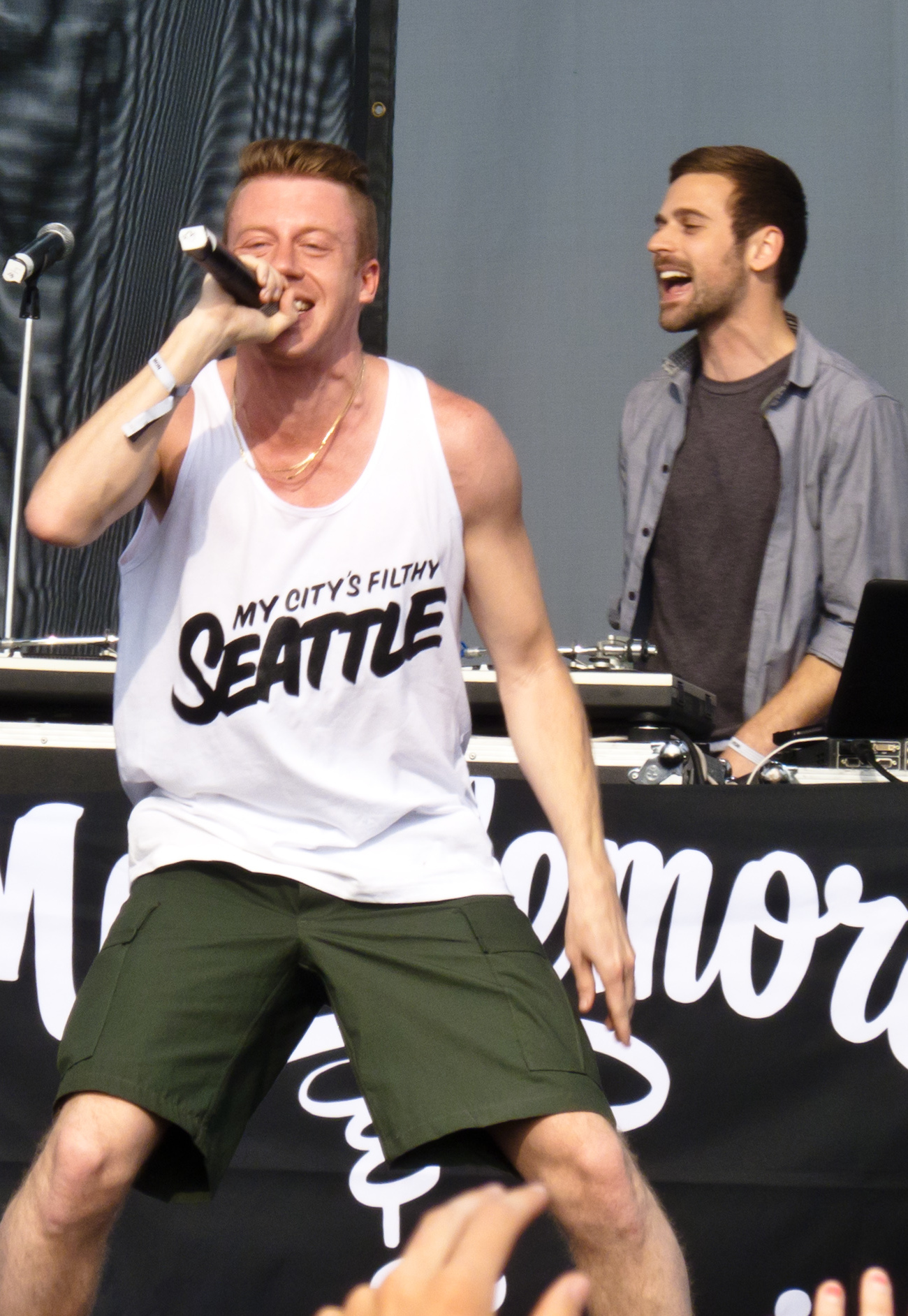
Macklemore i Ryan Lewis a Sasquatch! Festival de música (2011)

L'any 2000, Haggerty va gravar un mixtape titulat "Open Your Eyes" amb el nom de Professor Macklemore, que ell mateix va distribuir i va publicar el 21 d'octubre de 2000. Haggerty va deixar "Professor" del seu nom i va començar a treballar en el seu primer àlbum oficial de llarga durada, anomenat "The Language of My World". L'àlbum va ser llançat l'1 de gener de 2005, amb el seu senzill principal, "Love Song", anunciat el mateix dia. "Love Song" va comptar amb el cantant Evan Roman, i va ser produït per Budo, que després produiria diverses cançons més per a Macklemore.
El 2006, Haggerty va conèixer per primera vegada el seu futur col·laborador Ryan Lewis. Lewis, que va publicar dos àlbums amb Haggerty com a Macklemore i Ryan Lewis, va passar uns anys treballant en la promoció de Macklemore com a fotògraf. Els dos músics aviat es convertirien en bons amics, però no formalitzaran els seus esforços de col·laboració fins al 2009. Mentrestant, Macklemore es va mantenir ocupat com a artista solista, apareixent a la cançó "Good" de The Physics el 2009, a més d'actuar al festival d'arts i música de Seattle Bumbershoot el 2006, 2009 i 2011.
El segon mixtape de Macklemore, "The Unplanned Mixtape", va ser llançat el 7 de setembre de 2009. Més tard arribaria al número 7 a la llista d'iTunes Hip Hop. El mixtape va ser acompanyat dels senzills "The Town" i "And We Danced", l'últim dels quals comptava amb el cantant Ziggy Stardust. "The Town" va ser més tard remesclat per Sabzi dels Blue Scholars.

## 2009–2017: carrera amb Ryan Lewis
El 2009, Macklemore i Ryan Lewis van formalitzar la col·laboració com a duo Macklemore i Ryan Lewis. Van llançar l'EP The VS. EP. També van llançar "Irish Celebration" el desembre de 2009 en previsió del llançament de The Vs. EP. Al març de 2010, el duet va llançar "Stay At Home Dad", una cançó que no acabava de fer Vs. L'octubre de 2010 van crear el VS. Redux EP. Macklemore va utilitzar la seva experiència amb l'abús de substàncies per crear la cançó del mixtape "Otherside", que mostra la cançó de Red Hot Chili Peppers del mateix títol. El 8 d'abril de 2011, Macklemore i Ryan Lewis van interpretar la cançó al dia d'obertura dels Mariners de 2011 davant d'un públic exhaurit de gairebé 48.000 assistents. "Wings" es va estrenar el 21 de gener de 2011, seguit de "Can't Hold Us" amb Ray Dalton el 16 d'agost de 2011. El febrer de 2011, Macklemore i el productor Ryan Lewis van iniciar una gira per diverses ciutats a Seattle, que incloïa tres espectacles exhaurits al local de música "Showbox at the Market". Aquell mateix any, el raper va aparèixer a molts festivals de música dels Estats Units, com Bumbershoot, Outside Lands, Lollapalooza, Rock the Bells, SoundSet, Sasquatch i Bonnaroo.

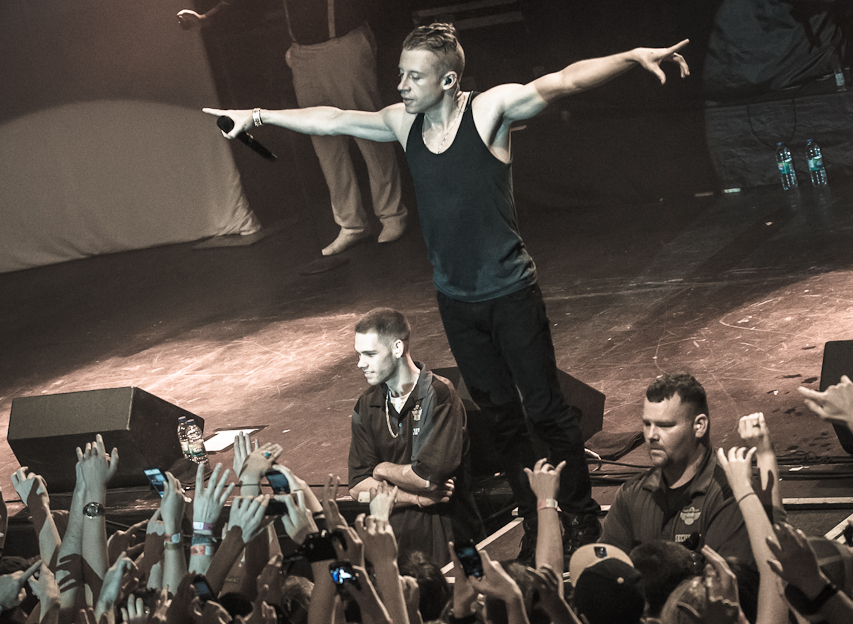
Macklemore actuant a The Heist Tour, el 2012

El seu àlbum "The Heist" va ser llançat l'octubre de 2012 i va debutar al Billboard 200 dels Estats Units al número 2 de la setmana del 27 d'octubre de 2012, venent més de 78.000 còpies. "Same Love" es va estrenar el 18 de juliol de 2012 i després de "White Walls". El gener de 2013, Music Choice va presentar Macklemore a la nova sèrie "Primed", que se centra en artistes emergents. Al maig de 2013, Haggerty va aparèixer al senzill "Gold Rush" de Clinton Sparks, juntament amb 2 Chainz i D.A. The Heist World Tour va començar l'agost de 2012 per promocionar "The Heist". El maig de 2014, Haggerty va ser acusat d'antisemitisme després de portar una disfressa semblant a una caricatura jueva comuna durant un concert privat a Seattle, Washington.
El gener de 2015, Macklemore va anunciar a través de Twitter que el seu tercer àlbum d'estudi seria llançat en algun moment de la segona meitat d'aquell any. Malgrat això, l'àlbum no es va publicar fins al 26 de febrer de 2016. El 5 d'agost de 2015, Macklemore va llançar una cançó per a la seva descàrrega gratuïta titulada "Growing Up (Sloane's Song)", que compta amb Ed Sheeran. El 27 d'agost de 2015, va llançar una nova cançó anomenada "Downtown" que compta amb el vocalista de Foxy Shazam Eric Nally, Kool Moe Dee, Melle Mel i Grandmaster Caz, que va interpretar als MTV Video Music Awards 2015 el 30 d'agost. En la seva primera gira en dos anys, "An Evening with Macklemore and Ryan Lewis", Macklemore va anunciar que el seu nou àlbum estava acabat i llest per al llançament.
El 15 de gener de 2016, Macklemore va publicar un vídeo teaser al seu canal de YouTube que revelava el nom del seu tercer àlbum d'estudi, "This Unruly Mess I've Made", i anunciava que estava previst que es llançaria el 26 de febrer de 2016. El 22 de gener, 2016, el duet va llançar "White Privilege II", el segon senzill de "This Unruly Mess I've Made". El 26 de febrer de 2016, Macklemore i Ryan Lewis van publicar l'àlbum "This Unruly Mess I've Made". També el 2016, Macklemore va llançar dos senzills en solitari, "Drug Dealer" i "Wednesday Morning". "Drug Dealer" presenta Macklemore rapejant sobre les seves addiccions anteriors i apareix en un documental que inclou clips de Macklemore discutint l'abús de drogues amb el president Barack Obama. "Wednesday Morning" es va publicar després de les eleccions estatunidenques de 2016 i presenta Macklemore rapejant sobre el futur polític del país. Els temes van ser produïts per Budo. El 15 de juny de 2017, Macklemore va anunciar a través del seu Instagram oficial que el duet estava en pausa.

## 2017-present: Gemini & Ben
El 15 de juny de 2017, Macklemore va llançar "Glorious", amb la cantant estatunidenca Skylar Grey, com a senzill principal del segon àlbum d'estudi en solitari de Macklemore, Gemini. El 26 de juliol de 2017, Macklemore va llançar "Marmalade", amb el raper estatunidenc Lil Yachty, com el segon senzill del proper àlbum de Macklemore. "Good Old Days", una col·laboració amb Kesha, va ser llançat com a senzill el 9 d'octubre de 2017. Macklemore va llançar Gemini el 22 de setembre. L'àlbum va ser produït pel col·laborador de molt de temps Budo. L'1 d'octubre, Macklemore va interpretar "Same Love" en un plató a l'obertura de la Gran Final de la National Rugby League a Sydney, Austràlia, una cosa que alguns van considerar controvertida enmig d'una enquesta nacional sobre el matrimoni del mateix sexe. Macklemore va declarar que va ser una de les seves millors actuacions a causa de les circumstàncies i va agrair als fans de Sydney la rebuda que va rebre durant tot el procés. L'11 de desembre de 2017, Macklemore va anunciar una propera gira de co-cap de cartell amb Kesha titulada "The Adventures of Kesha and Macklemore". Aquesta va ser la cinquena gira de Macklemore, promocionant el seu àlbum Gemini i la sisena gira de Kesha, promocionant el seu tercer àlbum en solitari "Rainbow" (2017). La gira va començar a Phoenix el 6 de juny de 2018 i va concloure a Tampa el 5 d'agost de 2018.
El 29 d'octubre de 2021, Macklemore va llançar un nou senzill titulat "Next Year", amb el cantant estatunidenc Windser. Macklemore també va treballar amb Ryan Lewis en el senzill, marcant la seva primera col·laboració en tres anys.
El 22 de juliol de 2022, Macklemore va llançar un nou senzill, "Chant", amb el músic australià Tones and I. El 19 d'agost de 2022, Macklemore va llançar el senzill, "Maniac", amb el músic estatunidenc Windser. El tercer senzill, "Faithful", amb NLE Choppa, va ser llançat el 28 d'octubre de 2022. El quart senzill, "Heroes", amb DJ Premier, va ser llançat el 20 de gener de 2023. El tercer àlbum d'estudi en solitari de Macklemore, Ben, va ser llançat. el 3 de març de 2023.
El 10 de maig de 2024 publica la cançó "Hind's Hall", en suport a les protestes pro-palestines a les universitats.

## Vida personal
Família

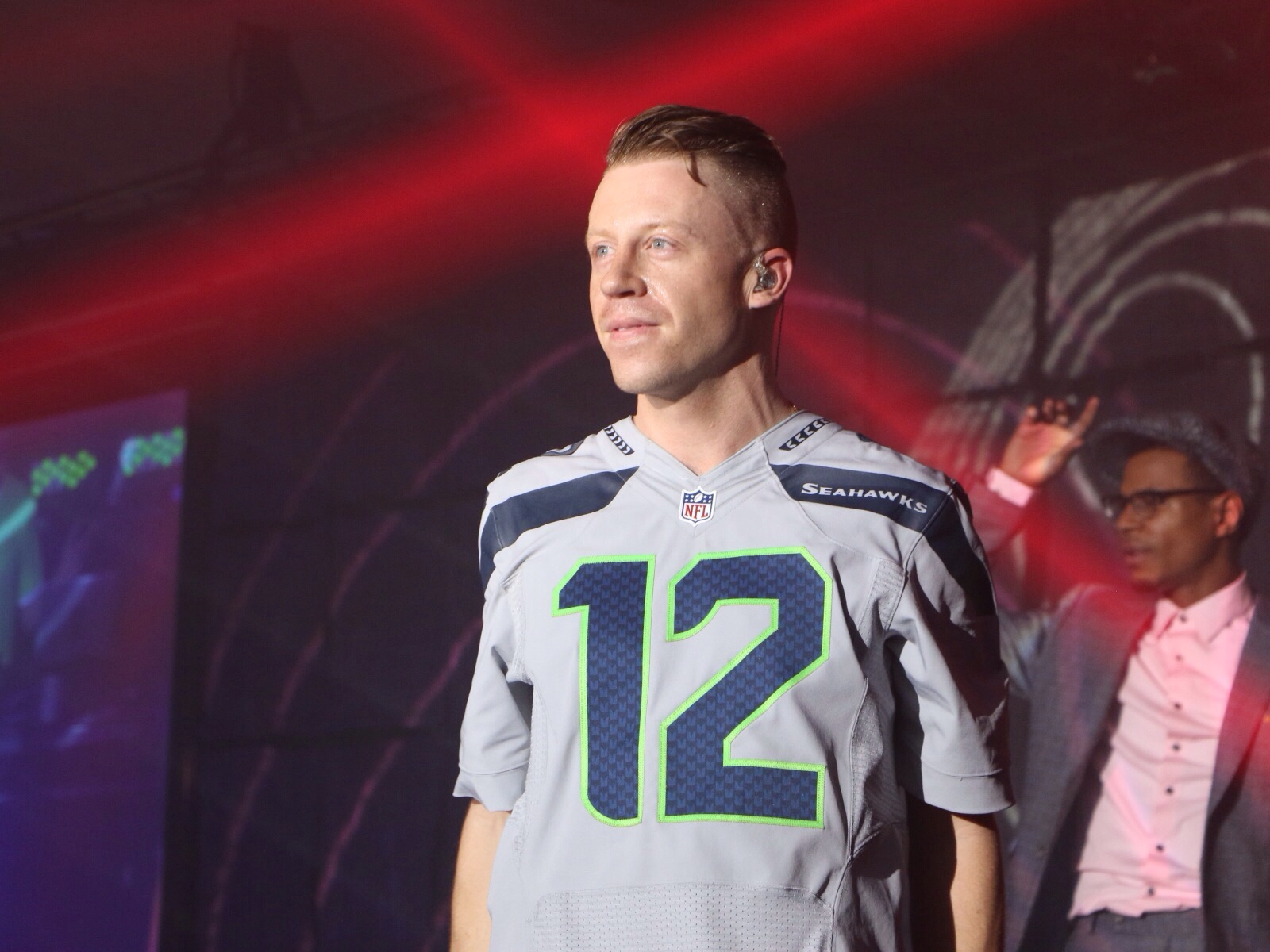
Macklemore a la festa oficial després del partit dels Seattle Seahawks a Jersey City després del Super Bowl XLVIII (febrer de 2014)

Macklemore es va comprometre amb la seva xicota de feia set anys, Tricia Davis, el 21 de gener de 2013. El 3 de gener de 2015, va anunciar a Twitter que ell i la seva promesa estaven esperant el seu primer fill aquell maig. Després del llançament de "Growing Up (Sloane's Song)", que comptava amb el cantautor anglès Ed Sheeran, la parella va anunciar que la seva filla, Sloane Ava Simone Haggerty, havia nascut el 29 de maig. Després del naixement de Sloane, es van casar el 27 de juny de 2015. El setembre de 2017, la parella va anunciar que esperaven el seu segon fill. El 3 d'abril de 2018, Macklemore va anunciar durant una actuació al 3Arena que la seva dona havia donat a llum la seva segona filla. No va dir a la multitud el seu nom. El 2021, Macklemore i la seva dona van tenir el seu tercer fill, Hugo.
Salut
L'agost de 2008, Macklemore es va admetre en rehabilitació de drogues per addicció a drogues i alcoholisme, i va celebrar tres anys de sobrietat abans d'una breu recaiguda el 2011, que descriu a la seva cançó "Starting Over". Va dir en un documental del 2012 que va passar la major part dels seus vint anys intentant combatre les seves addiccions i la seva forma de vida destructiva:
Vull ser algú respectat i no només pel que fa a la meva música. Vull ser respectat pel que fa a la manera de tractar la gent... La música és la meva sortida creativa pel que fa a expressar allò que és important per a mi; allò que té importància, allò que té un valor. I vull ser respectat per això.

El 14 de maig de 2016, Macklemore va aparèixer al discurs setmanal del president estatunidenc Barack Obama per parlar dels perills de l'addicció als opioides i als analgèsics amb recepta. Macklemore va parlar de les seves pròpies experiències amb l'abús d'analgèsics, afirmant:
| « | "Quan estàs passant per això, és difícil imaginar que qualsevol cosa sigui pitjor que l'addicció. Però la vergonya i l'estigma associats a la malaltia impedeixen que massa gent busqui l'ajuda que en realitat necessitat. L'addicció no és una elecció personal o un fracàs personal." | » |

El 29 de setembre de 2018, Macklemore va ser titular del "Recovery Fest" a Pawtucket, Rhode Island. El Recovery Fest es va formar per tenir un concert sense drogues i alcohol i donar suport a organitzacions benèfiques que treballaven en la lluita contra l'addicció als opioides.
A l'estiu del 2020, durant i en part a causa de l'aïllament social que va tenir lloc durant la pandèmia de la COVID-19, Macklemore va recaure i va patir una sobredosi gairebé mortal. Va ser hospitalitzat i va rebre tractament; finalment es va recuperar de l'episodi. Aquesta experiència, així com el repte continuat de superar l'addicció alhora que criar els fills, va servir d'inspiració per a gran part del contingut líric que conforma el seu tercer àlbum d'estudi en solitari, "Ben".
Activisme
Macklemore va expressar el seu suport als drets LGBT i al matrimoni entre persones del mateix sexe a la cançó "Same Love" publicada el 2012, que també condemna l'homofòbia al hip-hop, la societat i els mitjans de comunicació convencionals.
El 16 de maig de 2019, Macklemore va rebre el premi Stevie Ray Vaughan de MusiCares, en reconeixement del seu suport a MusiCares i al procés de recuperació de l'addicció.
Interessos
Macklemore és un fan dels Seattle Seahawks. Va crear un vídeo promocional de 12th Man i va actuar al partit de campionat de la NFC de 2014. Continua sent un fan dels Seattle SuperSonics, ara traslladats. L'agost de 2019, Macklemore es va unir al grup de propietat de Seattle Sounders FC, el club local de la Major League Soccer.
És fan del Seattle Kraken de la National Hockey League; el 18 d'abril de 2022, el Kraken va anunciar que Macklemore s'havia unit al seu grup de propietaris.
Macklemore té un gust eclèctic en l'art, que inclou peces extravagants amb lluentons, serrells i plomes, una pintura de vellut kitsch d'una àguila calba, una pintura a l'oli de Drake ballant i una pintura de Dan Lacey d'un Justin Bieber nu.

## Discografia
Àlbums
- 2005: The Language of My World
- 2009: The Unplanned Mixtape
- 2012: The Heist (amb Ryan Lewis)
- 2016: This Unruly Mess I've Made (amb Ryan Lewis)
- 2017: "Gemini"
- 2023: "Ben"

Senzills
- 2005: "Love Song" (amb Evan Roman)
- 2009: "The Town"
- 2010: "My Oh My" (amb Ryan Lewis)
- 2011: "Wings" (amb Ryan Lewis)
- 2012: "Can't Hold Us" (amb Ryan Lewis i Ray Dalton)
- 2012: "Same Love" (amb Ryan Lewis i Mary Lambert)
- 2012: "Thrift Shop" (amb Ryan Lewis i Wanz)

## Filmografia
| Any  | Títol                               | Rol                          | Notes                                  |
| ---- | ----------------------------------- | ---------------------------- | -------------------------------------- |
| 2013 | Mac Miller and the Most Dope Family | A si mateix                  | Guest appearance (Season 1, Episode 2) |
| 2014 | Under the Gunn                      | A si mateix / Judge convidat | Episodi: "Trouble in the Lounge"       |
| 2019 | Songland                            | A si mateix / Judge convidat | Episodi: "Macklemore"                  |
| 2020 | Scooby-Doo and Guess Who?           | A si mateix                  | Episodi: "The 7th Innings Scare!"      |